# نیور
شهر نیور (به فرانسوی: Niort) در شهرستان دو-سور در ناحیه پواتو-شارنت با جمعیت ۵۸٬۰۶۶ نفر در کشور فرانسه واقع شده‌است